# 长白山橐吾
长白山橐吾（学名：Ligularia jamesii）是菊科橐吾属的植物。分布在朝鲜以及中国大陆的吉林、辽宁、内蒙古等地，生长于海拔300米至2,500米的地区，多生在林下、灌丛或高山草地，目前尚未由人工引种栽培。

## 别名
单头橐吾（中国高等植物图鉴）、单花橐吾（东北植物检索表）